# Phalacrotophora triciliata
Phalacrotophora triciliata är en tvåvingeart som beskrevs av Borgmeier 1967. Phalacrotophora triciliata ingår i släktet Phalacrotophora och familjen puckelflugor. Inga underarter finns listade i Catalogue of Life.